# Ardenna grisea
La pardela sombría (Ardenna grisea), también denominada pardela oscura o fardela negra, es una especie de ave procelariforme de la familia Procellariidae ampliamente distribuida por los océanos Atlántico y Pacífico, además del Índico meridional. Gran migradora, la pardela sombría llega a volar hasta 910 km por día. Cría en la parte meridional de los grandes océanos, pero puede vérsela en hemisferio norte en verano y otoño. Es un ave marina pardo negruzca con una longitud de unos 45 cm y una envergadura de poco más de un metro.

## Descripción

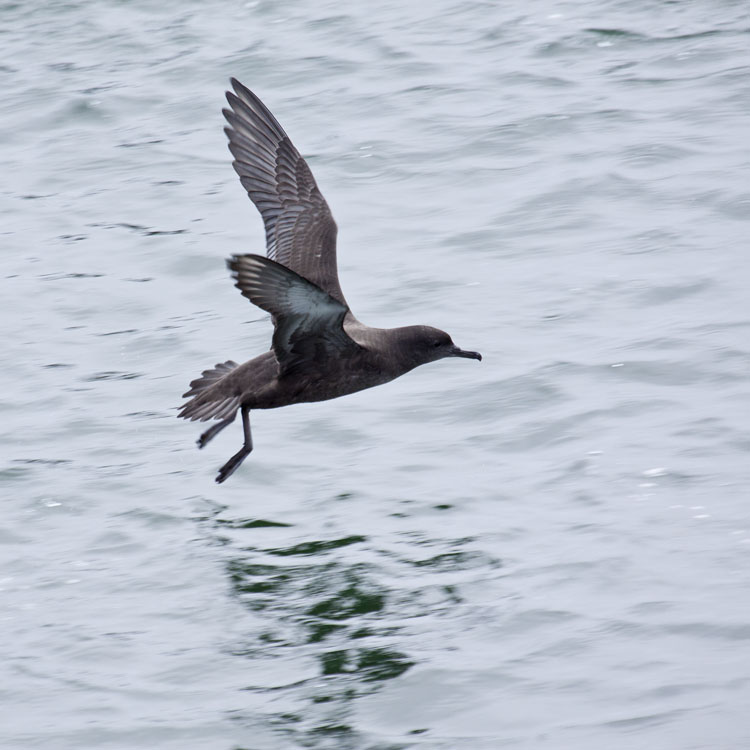
Su plumaje oscuro solo clarea en la parte inferior de las alas.

La pardela sombría es una pardela de tamaño considerable, con 40–51 cm de largo y una envergadura alar de 94–110 cm. Su silueta es la típica de su género, con alas estrechas y ligeramente inclinadas hacia atrás, y con un vuelo planeado rígido al ras del agua con pocos aleteos, como si fuera un pequeño albatros. Como indica su nombre se caracteriza por el color pardo oscuro de su plumaje, que parece negro en condiciones de poca luz, que solo clarea en el grisáceo en el centro de la parte inferior de sus alas. Su pico y patas son negruzcos.
En el Atlántico es la única pardela totalmente oscura, salvo algún individuo divagante, pero en el Pacífico coincide con otras pardelas grandes y oscuras como la pardela paticlara (de la que se diferencia por sus patas y picos amarillentos), la fase oscura de la pardela del Pacífico (que tiene la cola más larga) o la pardela de Tasmania (que es más grisácea en las partes inferiores).

## Taxonomía

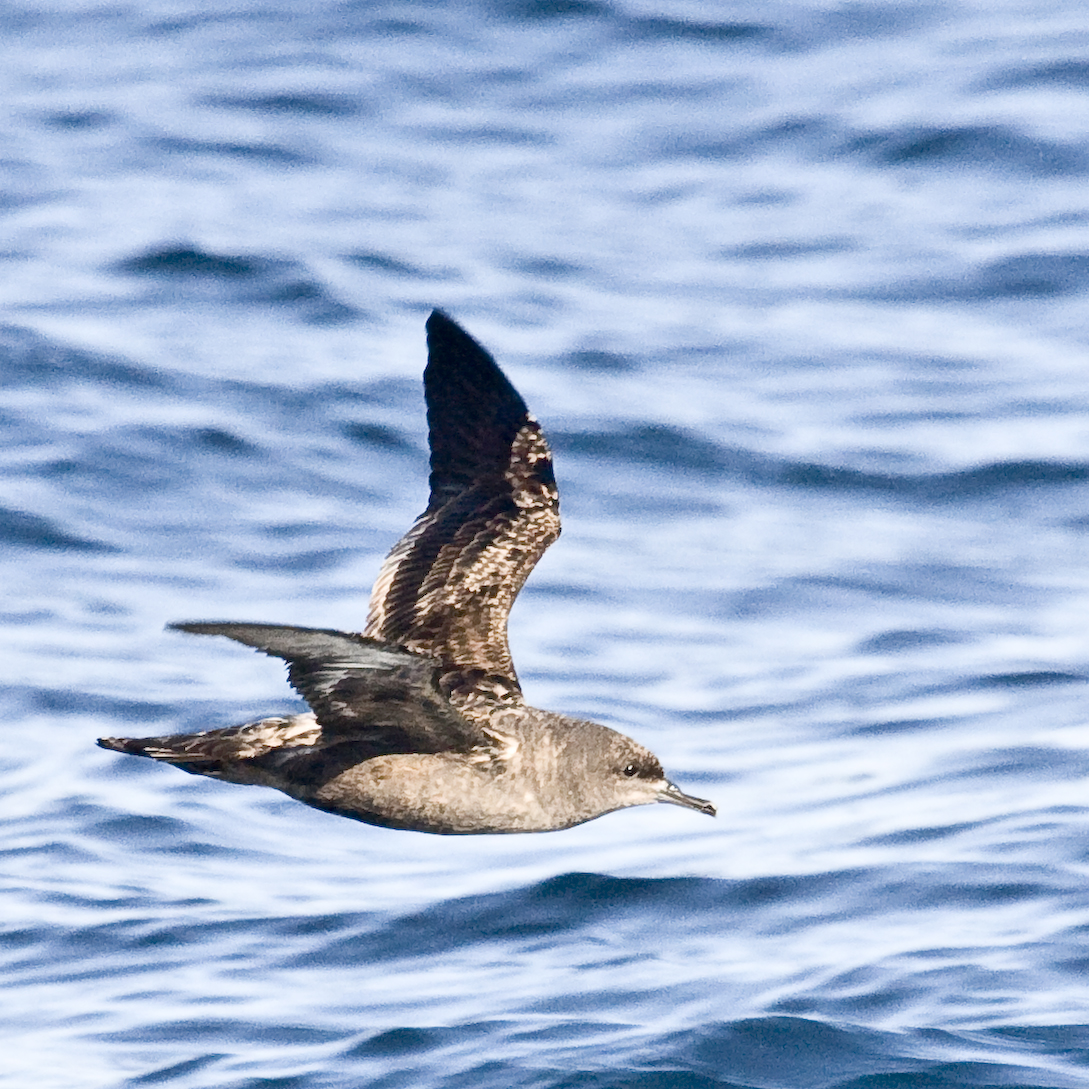
Ejemplar subadulto.

La pardela sombría se clasifica en el género Ardenna, que pertenece a la familia de las pardelas y petreles (Procellariidae). Procellariidae es una de las cuatro familias principales del orden Procellariiformes, junto a Diomedeidae (albatros), Hydrobatidae (paíños) y Pelecanoididae (poyuncos). Los procelariformes son aves marinas que se caracterizan por tener picos con tubos nasales sobresalientes y alas largas y estrechas, que les permiten surcar los vientos planeando sobre el mar. 
La pardela sombría fue descrita científicamente por el naturalista alemán Johann Friedrich Gmelin en 1789, con el nombre de Procellaria grisea. Posteriormente fue trasladada al género Puffinus, donde permaneció hasta 2014 cuando se escindió el género, trasladándose a siete de sus especies al género Ardenna, a causa del resultado de los análisis de ADN mitocondrial. A pesar de su amplia distribución no se reconocen subespecies diferenciadas de pardela sombría.

## Distribución y migración

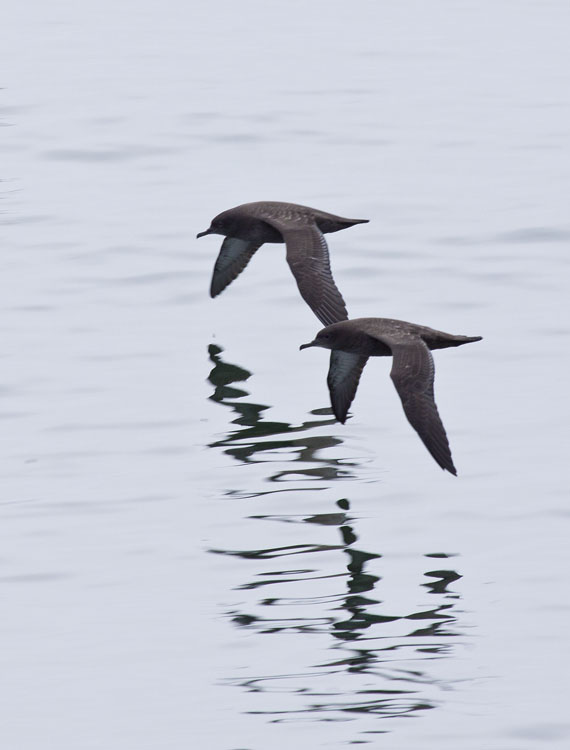
Son migradoras de muy larga distancia, y suelen volar al ras del agua.

La pardela sombría cría en pequeñas isla en el sur de los océanos Pacífico y Atlántico, principalmente alrededor de Nueva Zelanda, las islas Malvinas, Tierra de Fuego, además de las Islas Auckland y isla Phillip, junto a la isla Norfolk.
Realizan formidables migraciones cuando termina la época de cría (entre marzo y mayo), siguiendo una ruta circular, viajando hacia el norte por la parte occidental de los océanos Pacífico y Atlántico, llegando a las aguas subárticos entre junio y julio, donde cruzan de oeste a este. Entonces regresan al sur por la parte oriental de los océanos entre septiembre y octubre, llegando de nuevo a sus cuarteles de cría en noviembre. No migran en bandadas, sino de forma individual, agrupándose solo ocasionalmente.  
En el Atlántico cubren distancias de más de 14.000 km desde sus colonias de cría en las Malvinas (52°S 60°W) hasta el Atlántico norte entre los 60 y 70°N, al norte de Noruega; las distancias recorridas en el Pacífico son similares o superiores, aunque las colonias del océano Pacífico no están tan al sur, estando entre los 35 y 50°S junto a Nueva Zelanda, y se desplazan hasta las islas Aleutianas por el norte, y la anchura del Pacífico es mayor lo que alarga el desplazamiento necesario. Recientes experimentos de seguimiento han revelado que las pardelas que crían en Nueva Zelanda pueden viajar 74.000 km en un año, alcanzando Japón, Alaska y California, con una media de más de 500 km al día.

## Comportamiento

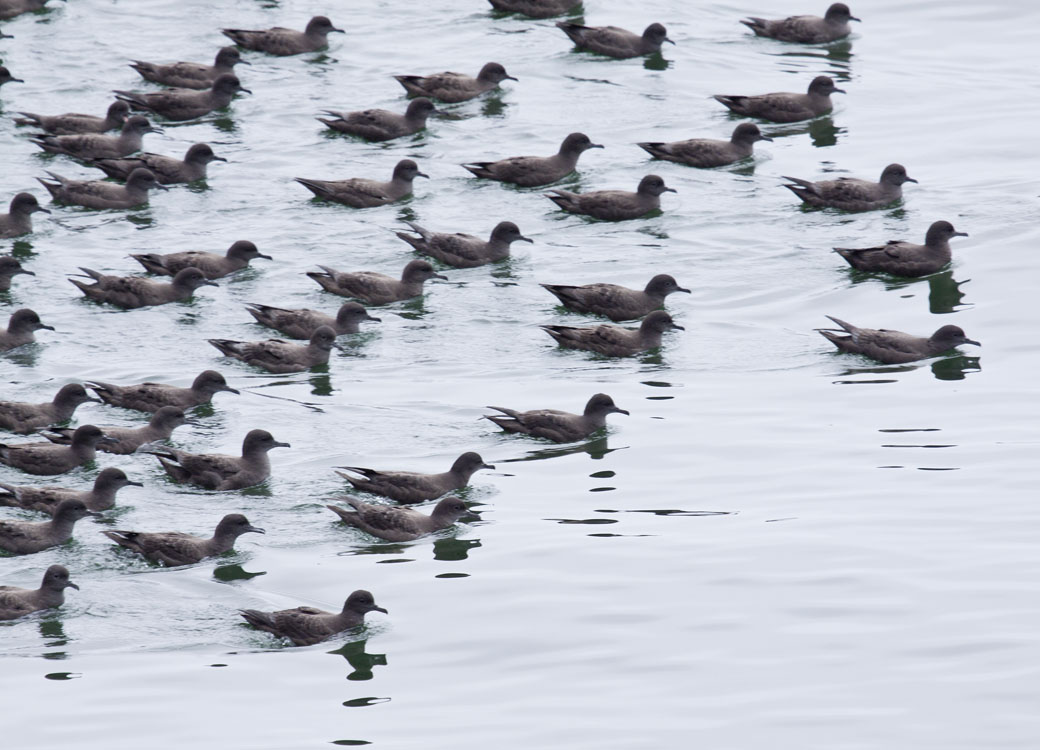
Concentración en la costa de California.

La pardela sombría se alimenta de peces y calamares. Se zambullen para pescar llegando hasta los 68 m de profundidad, pero suelen pescar más en la superficie, especialmente siguiendo a las ballenas para atrapar a los peces que espantan. Siguen a los barcos pesqueros para alimentarse de los desperdicio de pescado que arrojan por la borda.
Crían en grandes colonias, donde la hembra suele poner un solo huevo blanco. La pardela sombría cría en madrigueras subterráneas con el interior forrado de materia vegetal. Solo visitan sus nidos por la noche para evitar los ataques de las gaviotas. Empiezan a reproducirse en octubre e incuban a sus polluelos durante 54 días. Una vez eclosionados los pollos, sus padres los crían durante entre 86 y 109 días.

## Conservación y relación con los humanos
En Nueva Zelanda cada año tradicionalmente son cazados unas 250.000 pardelas por los maoríes para aprovechar su grasa y su carne. Se recolectan de los nidos los jóvenes justo a punto de emplumar, se despluman y se conservan en sal.
En las últimas décadas su población ha descendido por lo que se clasifica como especie casi amenazada en la Lista Roja de la UICN. En 2009, su recolección registró sus cotas más bajas. De media solían atraparse hasta 500 individuos por trampa, y en 2009 se estima que la cantidad por jaula era de unos 40.

### Inspiración deLos pájarosde Hitchcock
El 18 de agosto de 1961, el periódico Santa Cruz Sentinel publicó que miles de pardelas sombrías enloquecidas invadieron las costas del norte de la Bahía de Monterrey, regurgitando sardinas, chocando contra los objetos, y cayendo muertas en las calles. El incidente llamó la atención del residente de esta zona californiana Alfred Hitchcock, junto a una historia de miedo sobre el comportamiento de las aves de la escritora británica Daphne du Maurier, inspirando la película de Hitchcock de 1963 Los pájaros, una historia que advierte del poder de la naturaleza reaccionando contra el hombre, que el American Film Institute sitúa entre los 10 mejores thrillers del siglo XX. Al parecer, los estudios posteriores revelaron que las pardelas del incidente de Monterrey estaban envenenadas a causa de algas tóxicas.